# Monocesta coryli
Monocesta coryli är en skalbaggsart som först beskrevs av Thomas Say 1824.  Monocesta coryli ingår i släktet Monocesta och familjen bladbaggar. Inga underarter finns listade i Catalogue of Life.